# Rueil-la-Gadelière
Rueil-la-Gadelière is een gemeente in het Franse departement Eure-et-Loir (regio Centre-Val de Loire) en telt 476 inwoners (1999). De plaats maakt deel uit van het arrondissement Dreux.

## Geografie
De oppervlakte van Rueil-la-Gadelière bedraagt 18,2 km², de bevolkingsdichtheid is 26,2 inwoners per km².
De onderstaande kaart toont de ligging van Rueil-la-Gadelière met de belangrijkste infrastructuur en aangrenzende gemeenten.

## Demografie
Onderstaande figuur toont het verloop van het inwonertal (bron: INSEE-tellingen).